# Fiat 522
Fiat 522 — автомобиль большого класса, выпускавшийся компанией Fiat с 1931 по 1933 год.
522 была основана на предыдущих моделях и отличалась новым шасси и укороченной колёсной базой.
Двигатель — рядный, шестицилиндровый, объёмом 2,516 куб. см., с заявленной мощностью 52 л. с. На автомобиль также устанавливалась 4-ступенчатая полностью синхронизированная механическая коробка переключения передач, что было выше обычных стандартов того времени.
На модели 522 впервые был установлен прямоугольный логотип Фиат: в то время это были буквы золотого цвета на красном фоне.
Всего произведено почти 6000 экземпляров. Также выпускалась модель Fiat 522 CSS: у этой версии двигатель имел большую степень сжатия и оснащался двумя карбюраторами.
- Fiat 522 L Torpedo 1931
- Fiat 522 C Sedan 1931